# Ischnocnema venancioi
Ischnocnema venancioi är en groddjursart som först beskrevs av Lutz 1958.  Ischnocnema venancioi ingår i släktet Ischnocnema och familjen Brachycephalidae. IUCN kategoriserar arten globalt som livskraftig. Inga underarter finns listade i Catalogue of Life.